# Chính phủ Singapore
Chính phủ Singapore được thiết lập bởi Hiến pháp nước Cộng hòa Singapore, là nhánh Hành pháp cao nhất của Nhà nước tại Singapore, bao gồm Tổng thống và Nội các Singapore. Mặc dù Tổng thống là người đứng đầu Nhà nước và được giao thẩm quyền thực thi nhiều trọng trách quan trọng như kiểm soát công việc của Nội các và Quốc hội Singapore, nhưng vai trò của Tổng thống chủ yếu mang tính nghi lễ. Quyền hành pháp thực sự nằm trong tay Nội các do Thủ tướng đứng đầu cùng các bộ trưởng do ông này chỉ định và đề đạt lên Tổng thống để bổ nhiệm. Nội các được lập nên bởi chính đảng chiếm đa số trong sau mỗi kỳ bầu cử quốc hội.
Cục tác nghiệp (statutory board), được thiết lập bởi Luật Nghị viện, là một cơ quan độc lập của Chính phủ thuộc quyền quản lý của các bộ và cơ quan ngang bộ. Khác với bộ và các đơn vị trực thuộc bộ, cục tác nghiệp có vai trò độc lập và linh hoạt hơn. Đồng thời, nhân viên các cục này không phải là công chức nhà nước.
Có năm Hội đồng Phát triển Cộng đồng (CDC) do ban chủ nhiệm của Hội Nhân dân (People's Association - PA) các quận đề cử. Nếu một quận có dân số từ 150.000 người trở lên, ban chủ nhiệm Hội Nhân dân của quận ấy có thể đề cử Chủ tịch CDC địa phương mình làm Quận trưởng. Theo truyền thống, các dân biểu Quốc hội thường giữ vai trò là Chủ tịch CDC, nên thường kiêm luôn chức Quận trưởng khu vực.
Từ khi thành lập Singapore hiện đại năm 1819 cho đến năm 1826, Singapore được hai quan khâm sứ cai trị. Sau khi sáp nhập vào Các khu định cư Eo biển năm 1826, Singapore được điều hành bởi một Thống đốc và Hội đồng Lập pháp. Năm 1877, một Hội đồng Lập pháp được thành lập để tham mưu cho Thống đốc trong điều hành thuộc địa, nhưng không có thực quyền. Năm 1955, thành lập Hội đồng Bộ trưởng với các thành viên do Thống đốc bổ nhiệm theo đề xuất của Lãnh đạo Nghị viện. Từ năm 1956 đến 1958, Viện Lập pháp và Văn phòng Thuộc địa đã tiến hành nhiều vòng đàm phán về khả năng tự trị của Singapore. Đàm phán thành công năm 1959 đưa Singapore trở thành một quốc gia tự trị, có hiến pháp mới. Theo đó, chức vụ Thống đốc bị bãi bỏ và thay bằng chức Yang di-Pertuan Negara (tiếng Mã Lai: nguyên thủ quốc gia); vị này có thẩm quyền bổ nhiệm Thủ tướng và các thành viên trong Nội các do Thủ tướng đệ trình. Năm 1959, Đảng Hành động Nhân dân (PAP) giành thắng lợi lớn với 43 trên tổng số 51 ghế trong Nghị viện. Ông Lý Quang Diệu trở thành Thủ tướng đầu tiên của quốc đảo sư tử. Nhánh hành pháp trong chính quyền Singapore vẫn giữ nguyên trong suốt giai đoạn nước này gia nhập Liên bang Malaysia (1963 - 1965) và sau khi nước này trở thành một quốc gia độc lập năm 1965. Đảng PAP giành chiến thắng trong mọi cuộc bầu cử kể từ đó đến nay, do đó có quyền thành lập Nội các với các thành viên đều thuộc đảng này. Chính quyền Singapore được biết đến như là một nhà điều hành kinh tế thành công và hầu như không có lũng đoạn chính trị. Tuy nhiên, nó cũng bị phê phán vì nhiều chiêu trò không bình đẳng trong bầu cử và vi phạm quyền tự do ngôn luận.

## Thuật ngữ

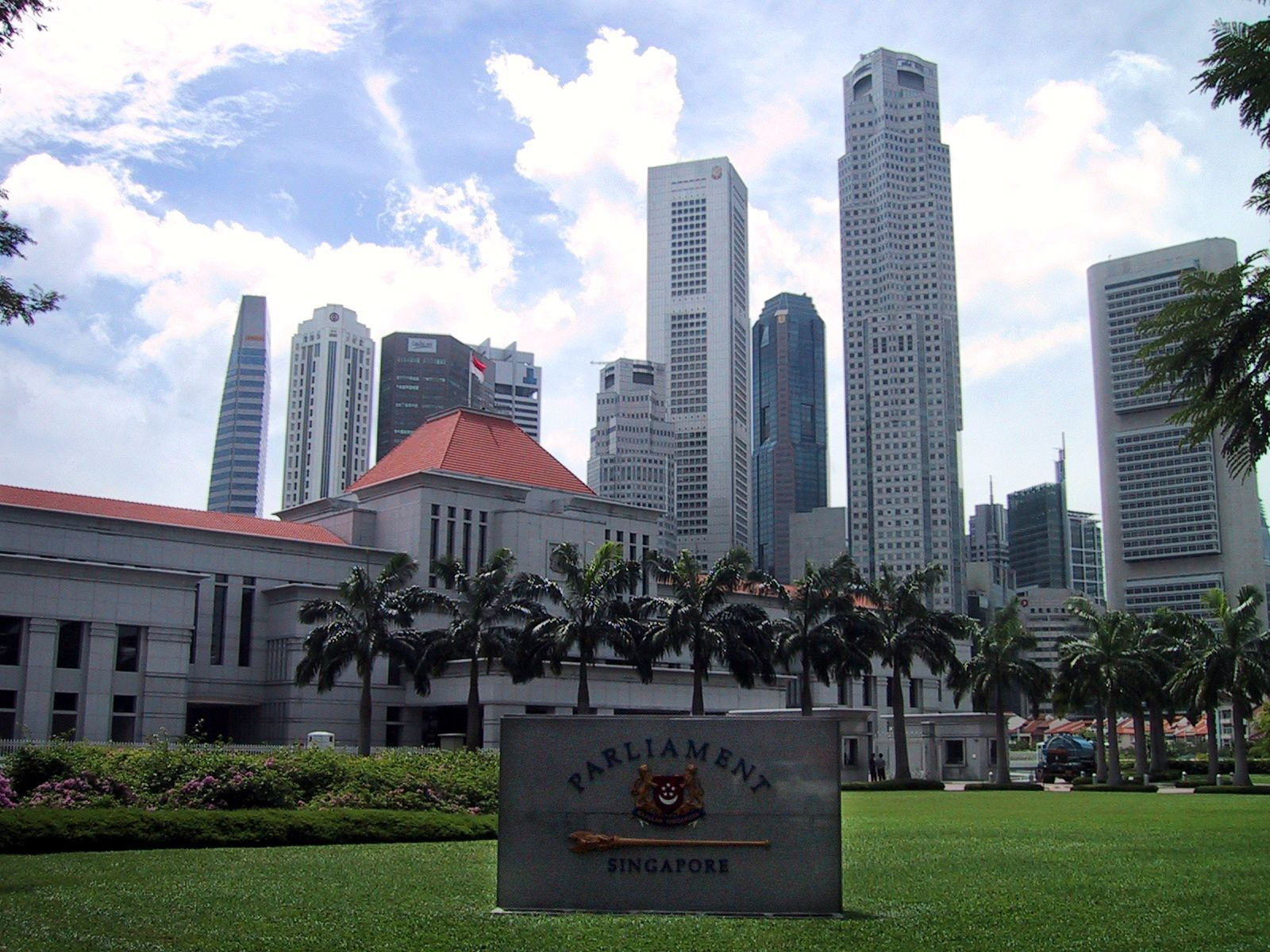
Nhà Quốc hội Singapore, cùng với khu cao ốc của Quận thương mại trung tâm ở phía sau. Ảnh chụp năm 2002

Cụm từ Chính phủ Singapore có thể mang nhiều nghĩa khác nhau. Hiểu theo nghĩa rộng, thuật ngữ chỉ chung cả ba nhánh quyền lực nhà nước – Hành pháp, Lập pháp (bao gồm Tổng thống và Quốc hội) và Tư pháp (Tòa án Tối cao và Tòa cấp dưới của Singapore). Ngoài ra, người ta còn dùng thuật ngữ để chỉ chung hai cơ quan Hành pháp và Lập pháp, vì các cơ quan này chịu trách nhiệm làm luật và thực thi điều hành mọi mặt của đời sống chính trị, kinh tế, xã hội trong nước. Theo nghĩa hẹp nhất, cụm từ dùng để chỉ các Đại biểu quốc hội (MP) thuộc một political party (hay liên minh các đảng) đang giữ đa số ghế trong Quốc hội, (và do đó) đủ điều kiện thành lập Nội các Singapore – đây chính là lý do vì sao ta thường hay nói một chính đảng "thiết lập Chính phủ".
Hiến pháp nước Cộng hòa Singapore sử dụng từ Chính phủ để chỉ nhánh Hành pháp, bao gồm Tổng thống và Nội các Singapore. Bài viết này sẽ sử dụng Chính phủ Singapore theo nghĩa này.

## Lịch sử
Ngày 30 tháng 1 năm 1819 Stamford Raffles, Thống đốc thuộc địa Anh tại Bencoolen (hiện nay là Bengkulu, Indonesia), ký kết một bản tạm ước với Temenggung thủ lĩnh xứ Johor là Abdul Rahman Sri Maharajah, cho phép Công ty Đông Ấn Anh quyền thiết lập một trạm mậu dịch tại Singapore. Một hiệp ước chính thức được ký kết giữa Raffles, vị Temenggung và Sultan Hussein Shah ngày 6 tháng 2. Tháng 6 năm 1823 Singapore tách khỏi thuộc địa Bencoolen và được chuyển giao về thành phố Calcutta, thủ phủ tỉnh Bengal ở thuộc địa Ấn Độ. Ngày 24 tháng 6 năm 1824, Singapore và Malacca lại được chuyển giao cho Công ty Đông Ấn, đưa hai vùng này nằm dưới quyền cai quản của Fort William. Quốc vương và Temenggung giao lại các thẩm quyền của họ cho công ty Đông Ấn theo hiệp ước ngày 19 tháng 11 năm 1824, và được Calcutta phê chuẩn ngày 4 tháng 3 năm 1825. Trong giai đoạn 1819 đến 1824, Singapore được hai Thống sứ Anh cai trị là Thiếu tướng William Farquhar và Tiến sĩ John Crawfurd.

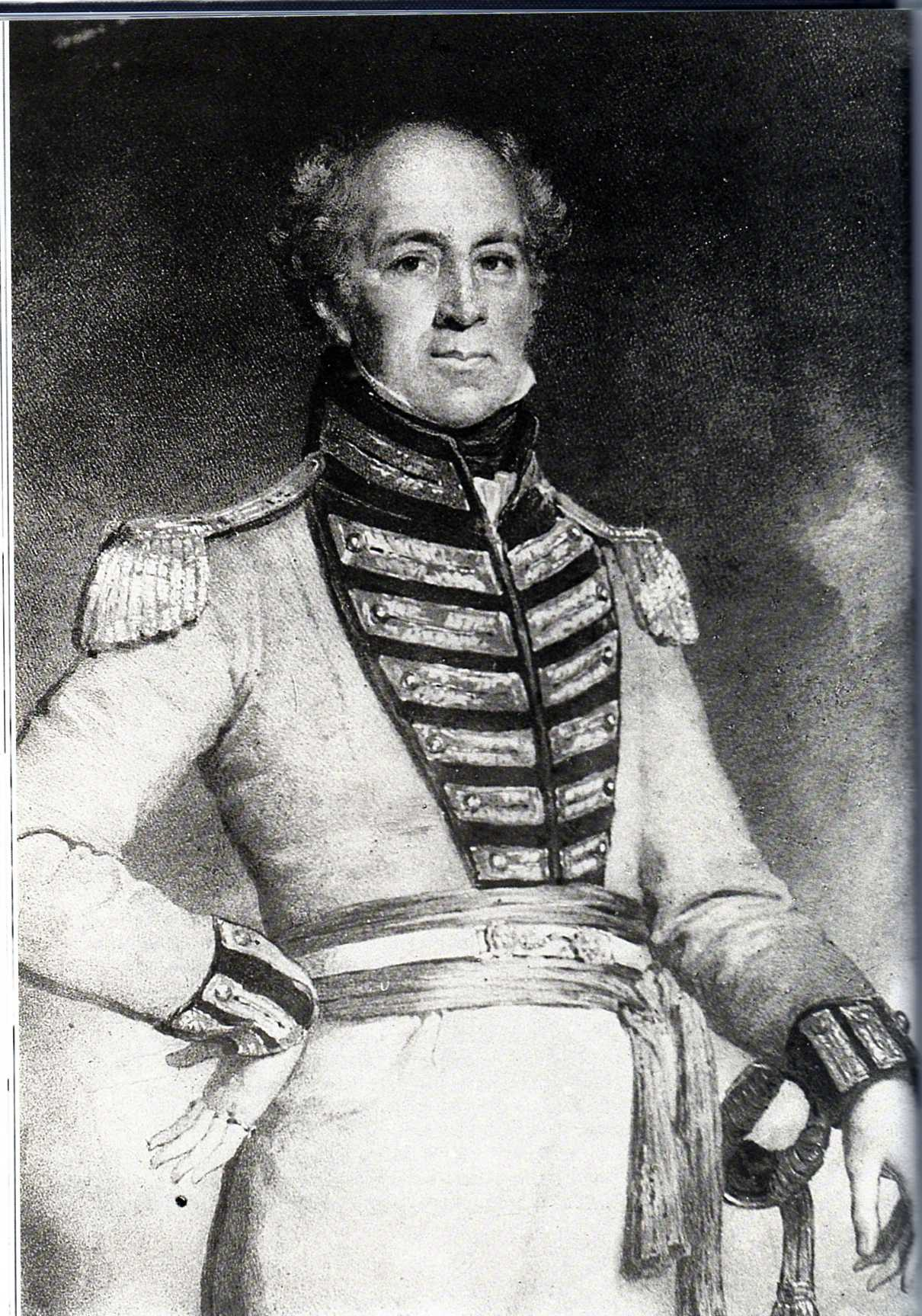
Thiếu tướng William Farquhar (1774–1839), Thống sứ đầu tiên của Anh tại Singapore từ năm 1819 đến 1823

Năm 1826, Singapore cùng với Penang và Malacca hợp thành Các khu định cư Eo biển, do Công ty Đông Ấn Anh quản lý và chính thức trở thành một thuộc địa của Anh năm 1867. Đứng đầu chính quyền thuộc địa là Toàn quyền và Hội đồng Lập pháp. Sắc lệnh từ Triều đình Anh quốc năm 1877 cho phép thiết lập một Hội đồng Hành pháp, bao gồm "những người có đủ năng lực và có thể hoạt động theo chỉ đạo" từ mệnh lệnh hoàng gia, nhằm tham mưu cho vị Toàn quyền nhưng không có quyền lực thực tế. Vị Toàn quyền có nghĩa vụ phải tham khảo ý kiến của Hội đồng Hành pháp về mọi việc đại sự trừ những việc thật sự khẩn cấp, hoặc nếu việc tham khảo ý kiến ấy gây tổn hại cho bộ máy cai trị của chính quyền. Trong những trường hợp khẩn cấp như vậy, vị Toàn quyền phải thông báo cho Hội đồng biết các biện pháp đã thực hiện.
Sau khi Chiến tranh Thế giới thứ hai kết thúc, Các khu định cư Eo biển bị giải thể và Singapore trở thành một thuộc địa vương thất riêng biệt. Hội đồng Hành pháp được thiết lập lại với sáu thành viên chính thức và bốn thành viên không chính thức. Tháng 2 năm 1954, Ủy ban Lập hiến do William Rendel đứng đầu, đề xuất nhiều sự thay đổi mới ở Singapore. Theo đó, Ủy ban yêu cầu thành lập một Hội đồng Bộ trưởng gồm ba thành viên mặc nhiên và sáu thành viên do Nghị hội Lập pháp (Legislative Assembly) lựa chọn theo thể chế đại nghị. Bầu cử nghị hội lập pháp được tổ chức ngày 2 tháng 4 năm 1955. Mặt trận Lao động thiên tả mới hình thành có được chiến thắng lớn nhất với đa số phiếu trong Nghị hội; lãnh đạo của mặt trận này là David Saul Marshall trở thành Thủ hiến (Chief Minister) đầu tiên của Singapore. Hiến pháp Rendel nảy sinh nhiều vấn đề nghiêm trọng trong công tác điều hành nhà nước, như thiếu phân định quyền lực giữa Thủ hiến và các bộ trưởng, hay việc các thành viên mặc định trong Hội đồng Bộ trưởng nắm giữ nhiều ngành nghề then chốt (tài chính, quản lý, an ninh quốc nội và tư pháp). Điều đó khiến nổ ra cuộc đối đầu giữa hai phe, một bên Thủ hiến Marshall và bên kia là Toàn quyền John Fearns Nicoll.

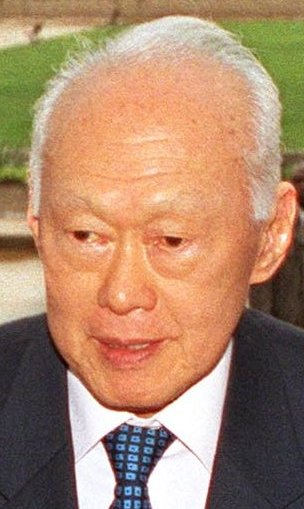
Lý Quang Diệu, Thủ tướng Singapore đầu tiên (ảnh chụp năm 2002)

Năm 1956, các dân biểu trong Nghị hội Lập pháp tiến hành đàm phán với Bộ Thuộc địa ở London yêu cầu trao quyền tự trị hoàn toàn. Cuộc đàm phán thất bại vì Marshall không đồng ý với đề nghị cho phép Cao ủy Anh quốc giữ lá phiếu quyết định (casting vote) trong Hội đồng Quốc phòng, một việc cho thấy Anh quốc không sẵn sàng trao trả quyền kiểm soát nội an cho Singapore. Tháng 6 năm đó, Marshall từ chức Thủ hiến và được Lim Yew Hock thay thế. Tháng 3 năm 1957, Lim dẫn đầu một phái đoàn khác tới Anh để điều đình vấn đề tự trị. Lần này, thỏa thuận thành công. Ngày 1 tháng 8 năm 1958, Quốc hội Anh thông qua Đạo luật Quốc gia Singapore, chính thức trao quyền tự trị hoàn toàn cho quốc đảo này. Theo Hiến pháp mới có hiệu lực thi hành từ ngày 3 tháng 6 năm 1959, chức vụ Toàn quyền được thay thế bởi Yang di-Pertuan Negara (nguyên thủ quốc gia), người có thẩm quyền bổ nhiệm Thủ tướng và các thành viên Nội các cho Thủ tướng chỉ định và đề cử. Bản Hiến pháp này cũng thành lập chức vụ Cao ủy Singapore, với thẩm quyền xem xét nghị trình cũng như nội dung văn bản của Nội các. Tổng tuyển cử lập pháp mới được tổ chức trong tháng 5 năm 1959, Đảng Hành động Nhân dân (PAP) lên nắm quyền với 43 trên 51 ghế trong Quốc hội, đưa Lý Quang Diệu trở thành Thủ tướng đầu tiên của Singapore. Chín vị trí Bộ trưởng khác được Thủ tướng bổ nhiệm vào Nội các.
Sau khi Singapore giành độc lập và sáp nhập vào Malaysia năm 1963, chức vụ Cao ủy trở thành tương đương với vị trí đại sứ Anh tại Singapore. Cũng trong giai đoạn này, cơ cấu quyền lực tại Singapore, đặc biệt là nhánh hành pháp gần như không thay đổi, mặc dù quốc đảo này chỉ còn là một bang trong liên bang mới. Tuy nhiên, kể từ sau sự kiện ngày 9 tháng 8 năm 1965, Singapore bị Liên bang Malaysia trục xuất và trở thành một nước cộng hòa độc lập. Tại thời điểm chia tách, chính phủ Singapore vẫn giữ lại toàn bộ thẩm quyền hành pháp đang có, đồng thời nhận thêm một số trọng trách mới do Quốc hội Malaysia trao lại. Yang di-Pertuan Agong, Nguyên thủ quốc gia Malaysia cũng chấm dứt vai trò là người đứng đầu Singapore và chuyển giao toàn bộ quyền tài phán, quyền lực và thẩm quyền của mình đối với Singapore về vị Yang di-Pertuan Negara của Singapore. Đạo luật Cộng hòa Singapore năm 1965 thông qua sau đó đã trao quyền hành pháp tối cao cho vị trí Tổng thống mới thiết lập, và quyền này sẽ do Tổng thống cùng các bộ trưởng, Thủ tướng trong Nội các thi hành.
Từ sau cuộc tổng tuyển cử năm 1959, Đảng PAP đã liên tục và nắm quyền lập các Nội các chính phủ kế tiếp. Chính phủ do đảng này lãnh đạo được xem là có công xây dựng và phát triển kinh tế đất nước, và gần như không có tham nhũng. Tổ chức Minh bạch Quốc tế năm 2010 ra một thống kê Chỉ số nhận thức tham nhũng nhằm liệt kê và so sánh mức độ tham nhũng tồn tại trong giới quan chức và chính trị gia. Qua đó, Singapore cùng với Đan Mạch và New Zealand là ba nước dẫn đầu trong số 178 quốc gia được nghiên cứu. Ở khu vực châu Á - Thái Bình Dương, nước này chỉ đứng sau New Zealand về tỷ lệ tham nhũng. Tuy nhiên, về mặt khác, chính phủ Singapore gần đây hay bị chỉ trích cố tình can thiệp vào bầu cử Quốc hội, chẳng hạn như cam kết đầu tư cải thiện nhà ở xã hội nhằm ngăn cản cử tri bỏ phiếu cho các đảng đối lập trong cuộc bầu cử năm 2006. Cơ quan này cũng bị cáo buộc vi phạm quyền tự do ngôn luận do các Bộ trưởng thường xuyên kiện các chính trị gia đối lập về tội lăng mạ và việc hạn chế báo chí nước ngoài bình luận sâu về tình hình chính trị trong nước của Singapore.

## Thành phần

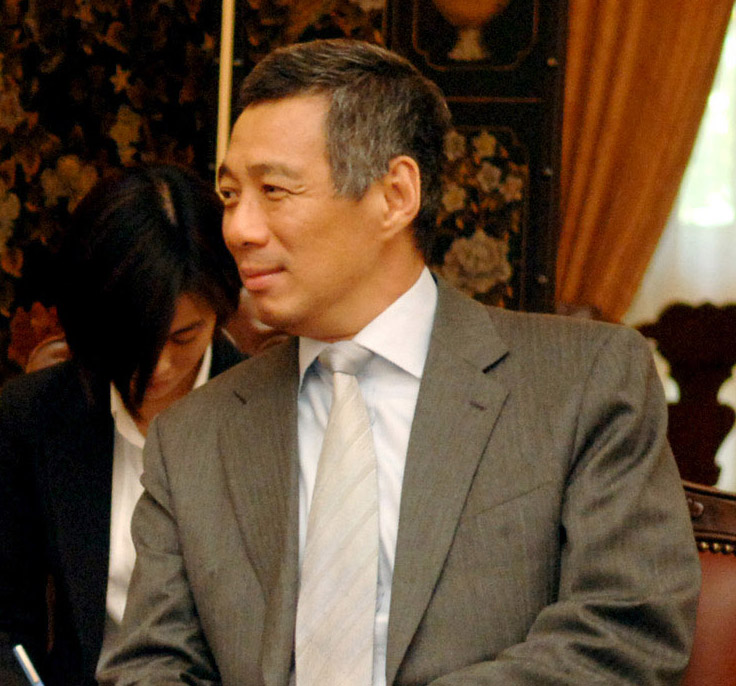
Thủ tướng Lý Hiển Long tại Dinh Istana năm 2006

Hiến pháp xác định Chính phủ Singapore bao gồm Tổng thống và Nội các Singapore. Quyền hành pháp tối cao nằm trong tay Tổng thống, và quyền này có thể được thực thi bởi do ông này, Nội các hoặc các bộ trưởng (khi Nội các cho phép). Tuy nhiên, trên thực tế Tổng thống chỉ đóng vai trò tượng trưng, nghi lễ là chính. Dù ông này có quyền thẩm tra công việc của Nghị viện và Nội các, ông ta chỉ có thể làm vậy khi được Nội các hay một Bộ trưởng tham mưu. Còn trên thực tế chính Nội các mới có thực quyền chỉ đạo và quản lý Chính phủ. Trong hệ thống chính phủ Westminster, nghị trình lập pháp của Quốc hội do Nội các quyết định. Tại phiên khai mạc của mỗi kỳ họp quốc hội, Tổng thống đọc diễn văn khái quát những việc Nội các sẽ làm trong kỳ họp mới..
Mỗi nhiệm kỳ quốc hội dài tối đa năm năm kể từ ngày nhóm họp đầu tiên, và sau khi Quốc hội bị giải tán, cử tri phải đi bầu trong vòng 3 tháng để chọn ra Quốc hội mới. Sau cuộc tổng tuyển cử, Tổng thống sẽ lựa chọn nghị sĩ có uy tín nhất trong Quốc hội làm Thủ tướng. Trên thực tế, Thủ tướng cũng chính là thủ lĩnh đảng chiếm đa số ghế trong Quốc hội. Tổng thống cũng bổ nhiệm các vị trí Bộ trưởng dựa trên tham mưu từ Thủ tướng.

### Các bộ trong nội các
Theo quy định của Hiến pháp, Thủ tướng có quyền bổ nhiệm các cá nhân làm lãnh đạo các Bộ và cục thuộc chính phủ bằng văn bản. Trên thực tế, điều này được thực hiện bằng cách ra thông báo trên Công báo Chính phủ. Hiến pháp nước Cộng hoà Singapore, ở mục Vai trò của Bộ trưởng Cao cấp và Bộ trưởng An Ninh, Văn phòng Thủ tướng có nêu rõ về quy định này.

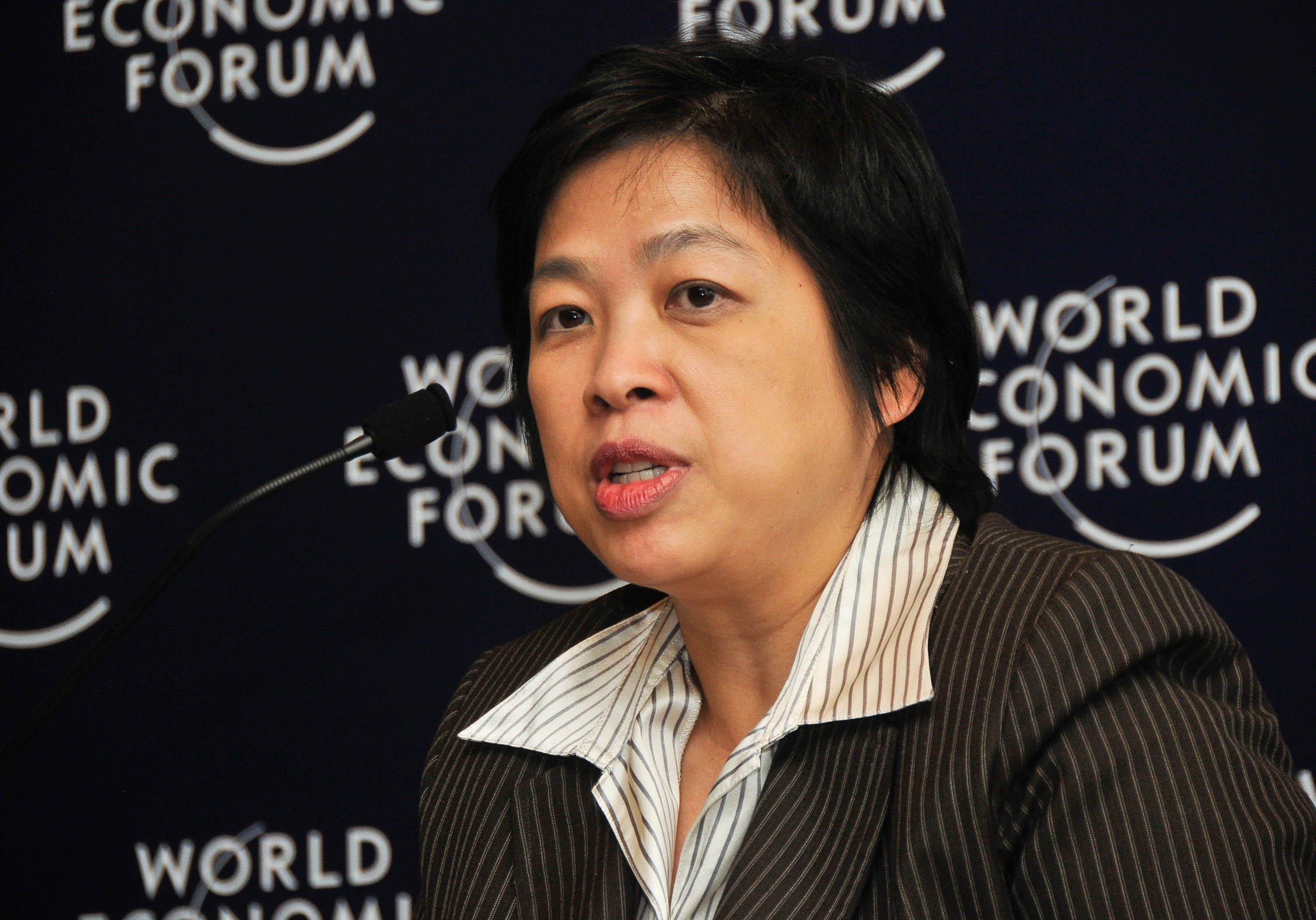
Lim Hwee Hua, người phụ nữ đầu tiên được bổ nhiệm bộ trưởng trong Nội các của Singapore, tại Diễn đàn Kinh tế Thế giới về Đông Á tại Seoul, Hàn Quốc, ngày 19 tháng 6 năm 2009. Lim là một Bộ trưởng Văn phòng Thủ tướng và Thứ trưởng Bộ Tài chính và Giao thông vận tải trong nhiệm kỳ Quốc hội thứ 11.

Thủ tướng có thể chỉ định các lãnh đạo các Bộ trong nội các hoặc Bộ trưởng Văn phòng Thủ tướng. Những người như vậy gọi là Bộ trưởng không bộ. Thủ tướng cũng có thể kiêm nhiệm giữ chức lãnh đạo bất cứ bộ và cơ quan nào thuộc chính phủ. Một số Bộ trưởng cũng có thể được phân công làm Bộ trưởng thứ hai để hỗ trợ lãnh đạo của bộ khi có yêu cầu. Chẳng hạn, trong nhiệm kỳ Quốc hội khoá 11, Lim Hwee Hua, Bộ trưởng văn phòng Thủ tướng đương nhiệm cũng được tín nhiệm giữ chức Bộ trưởng thứ hai về Tài chính và Giao thông.
Ngày 31 tháng 7 năm 2012, Thủ tướng Lý Hiển Long công bố, kể từ ngày 1 tháng 11 năm 2012, Bộ Phát triển Cộng đồng, Thanh niên và Thể thao (MCYS) và Bộ Thông tin, Truyền thông và Nghệ thuật (MICA) sẽ được tái cơ cấu thành ba bộ mới là: Bộ Truyền thông và Thông tin (MCI); Bộ Văn hoá, Cộng đồng và Thanh niên (MCCY); và Bộ Phát triển Xã hội và Gia đình (MSF). Như vậy, hiện tại chính phủ Singapore bao gồm các bộ sau đây:
- Văn phòng Thủ tướng (PMO)
- Bộ Truyền thông và Thông tin (MCI)
- Bộ Văn hoá, Cộng đồng và Thanh niên (MCCY)
- Bộ Quốc phòng (MINDEF)
- Bộ Giáo dục (MOE)
- Bộ Môi trường và Nguồn nước (MEWR)
- Bộ Tài chính (MOF)
- Bộ Ngoại giao(MFA)
- Bộ Y tế (MOH)
- Bộ Nội vụ (MHA)
- Bộ Tư pháp (MinLaw)
- Bộ Nhân lực (MOM)
- Bộ Phát triển Quốc gia (MND)
- Bộ Phát triển xã hội và Gia đình (MSF)
- Bộ Thương mại và Công nghiệp (MTI)
- Bộ Giao thông (MOT)

Một bộ bao gồm trụ sở chính và một số vụ, cục và các cơ quan trực thuộc và các cục tác nghiệp. Chẳng hạn, tính đến tháng 5 năm 2007 Bộ Tư pháp có 3 cục (Văn phòng Người phát ngôn, Văn phòng Nợ và Tín thác và Văn phòng Trợ giúp pháp lý), 3 vụ (vụ Thẩm tra Thu hồi đất, Vụ Bản quyền và Vụ Khảo sát đất đa), cùng hai cục tác nghiệp (Phòng Tài sản Trí tuệ Singapore và Cục Địa chính Singapore).